# Уя (приток Мендима)
Уя́ (баш. Өйә) — река в России, протекает по Гафурийскому району Республики Башкортостан. Длина реки составляет 19 км.
Начинается севернее деревни Новосеменовка. Течёт по дубово-липовым лесам в общем северном направлении, затем поворачивает на северо-восток и пересекает село Саитбаба. Устье реки находится в 18 км по левому берегу реки Мендим.
В 4,6 км от устья, по правому берегу реки впадает река Альдашла. Другие притоки — Тюрюшля и Баянда — впадают слева.

## Данные водного реестра
По данным государственного водного реестра России относится к Камскому бассейновому округу, водохозяйственный участок реки — Белая от города Стерлитамак до водомерного поста у села Охлебино, без реки Сим, речной подбассейн реки — Белая. Речной бассейн реки — Кама.
Код объекта в государственном водном реестре — 10010200712111100018944.